# Old Caledonians Football Club
El Old Caledonians Football Club fue un club de fútbol argentino, conocido por su participación en el primer campeonato de Primera División, y ser uno de los dos primeros campeones del fútbol argentino.

## Historia

### Orígenes
En 1890, un grupo de escoceses fundan la institución. Estos eran empleados de Batman, Parsons & Bateman, una firma británica contratista encargada de la construcción del emblemático Palacio de Aguas Corrientes, en Balvanera.

### Primer campeón del fútbol argentino
En 1891, se fundó la Argentine Association Football League, la primera asociación de fútbol del país. La AAFL estaba integrada por dirigentes de distintos clubes, entre ellos H. G. Caird y T. Mac Ewen del Old Caledonians, que participó de su único campeonato, ya que la liga se disolvió inmediatamente por la falta de apoyo de las principales instituciones que practicaban el deporte.
En el torneo, jugado bajo el sistema de todos contra todos invirtiendo la localía, Old Caledonians obtuvo el primer puesto compartido, tras vencer a todos sus rivales excepto al que lo igualó en el liderazgo del torneo, el Saint Andrew's, con el que perdió 4 a 0 de local y empató en 3 goles en la última fecha.
A pesar de ser ambos declarados campeones, se disputó un partido para definir al ganador del único juego de medallas disponible. Tras empatar en 1 gol en el partido, Saint Andrew's venció en el tiempo suplementario. Una vez finalizado el campeonato, la AAFL fue disuelta. 

### Disolución
Luego de disputar algunos partidos amistosos durante 1892 y 1893, en 1894, con las obras en la construcción del Palacio de Aguas Corrientes, que aún se mantiene en pie, finalizadas, y la partida de los obreros, el club terminó por ser disuelto.

## Campo de juego
En Barracas, se encontraban los terrenos de su campo de juego, detrás de la Estación Solá de cargas del Ferrocarril Sud, en un territorio limitado por las actuales calles Luzuriaga, Aráoz de Lamadrid, Santa Elena y Olavarría.